# Europastraße 7
Die Europastraße 7 (E 7) oder Europastraße 07 (E 07) ist eine Europastraße, die sich von Langon im französischen Departement Gironde über Pau in den französischen Pyrenäen bis nach Saragossa in Spanien erstreckt.

## Verlauf
Die vorangestellten Straßenbezeichnungen geben an, mit welchen nationalen oder Europastraßen die jeweiligen Streckenabschnitte identisch sind. Hinter den Ortsnamen angegebene Bezeichnungen geben Knotenpunkte mit anderen Europastraßen an.
- A65: Langon (Gironde) – Pau
- N134: Pau – Oloron-Sainte-Marie – Tunnel du Somport

- N-330/A-23: Tunnel du Somport – Sabiñánigo – Nueno
- A-23/Autovía Mudéjar: Nueno – Huesca – Yéqueda – Saragossa

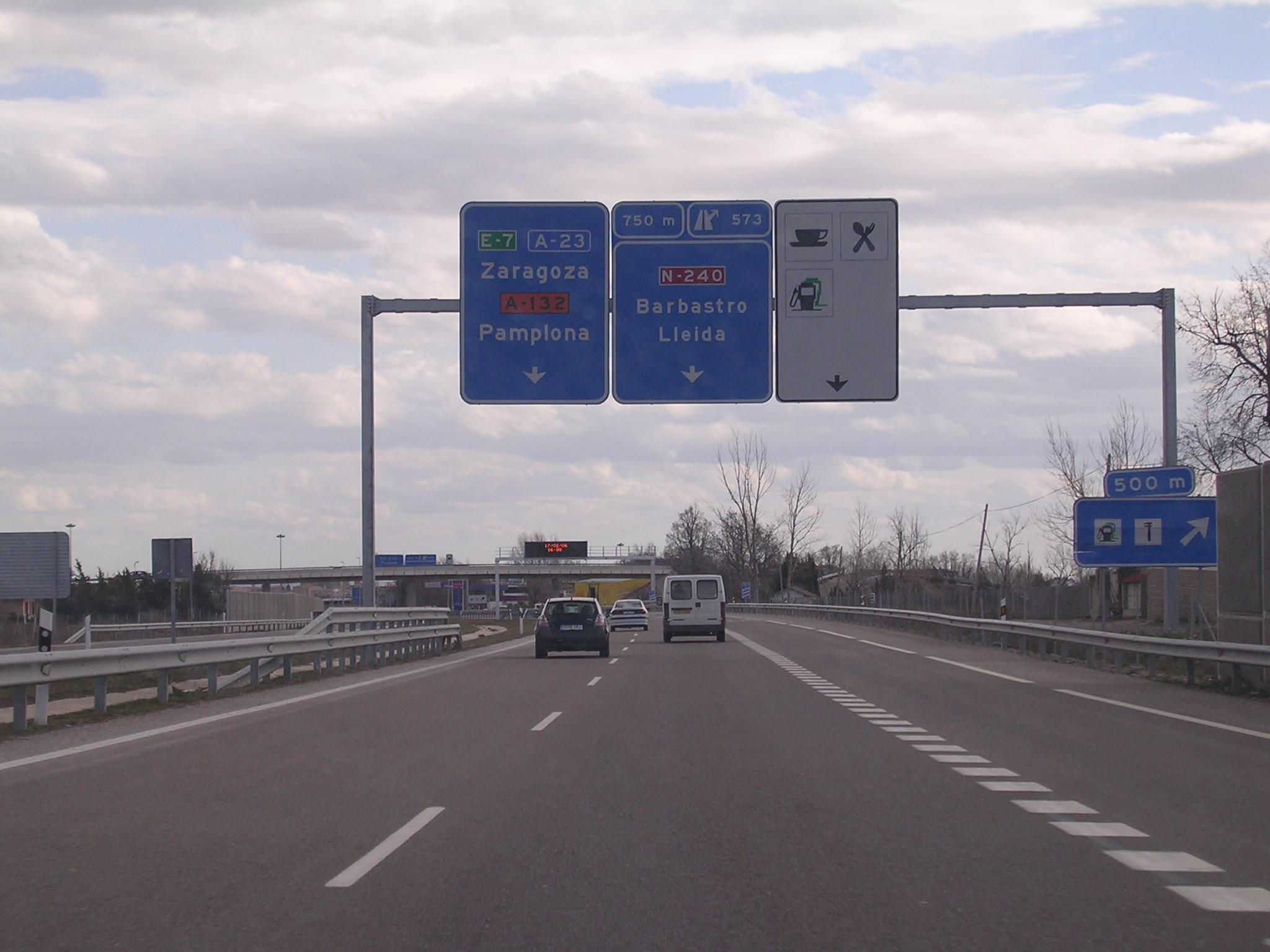
E7/A-23 bei Huesca